# 디테일스 (영화)
《디테일스》(영어: The Details)는 2011년 공개된 미국의 독립 블랙 코미디 영화이다. 이 영화는 2011년 제27회 선댄스 영화제에서 전 세계 최초로 상영되었고, 2012년 11월 2일에 제한 상영되었다.

## 줄거리
산부인과 의사 제프와 그의 아내 닐리는 시애틀에서 어린 아들과 함께 살고 있다. 둘째를 고민하던 중 집을 확장하고 뒷마당에 새 잔디를 깔기로 결정한다. 하지만 잔디에 벌레가 생기고, 이 벌레를 먹으러 라쿤이 나타나 잔디를 망쳐놓는다. 제프는 라쿤을 없애려고 독을 섞은 참치캔을 놓아두지만, 이 때문에 이웃 라일라의 고양이 매슈가 죽게 된다.
라쿤 문제로 아내와 다투던 제프는 어릴 적 친구 베카에게 조언을 구하러 가고, 술을 마신 후 베카의 집 차고에서 관계를 맺는다. 이후 이웃집 라일라는 제프에게 고양이 매슈가 죽은 사실을 알리고, 제프의 불륜 사실까지 알고 협박하여 제프와 관계를 갖는다. 성교중절법에 실패했음에도 라일라의 임신 가능성은 낮다고 생각하면서 제프는 집에 돌아오지만, 아내 닐리는 남편의 불륜을 알고 있는 베카의 남편 피터가 집에 찾아왔었다는 사실을 알려준다. 피터는 제프에게 불륜 사실을 닐리에게 고백하거나 10만 달러를 내놓으라고 협박한다.
제프는 돈을 구해서 피터를 만나지만 피터는 돈을 강에 던져버리고 제프에게 경고한다. 제프는 삶을 되돌아보게 된다. 그러던 중 제프는 신부전으로 죽어가는 친구 링컨에게 신장을 기증하기로 결심한다. 수술 후 병원에 있는 제프에게 라일라가 찾아와 임신 사실을 알린다. 제프는 아이의 아버지가 되지 않겠다고 하지만 라일라는 아이를 위해 함께 해달라고 한다.
제프는 이 모든 사실을 링컨에게 털어놓고, 링컨은 제프에게 받은 은혜를 갚기 위해 라일라를 죽이기로 결심한다. 링컨은 공원에서 라일라를 활로 쏴 죽이고, 경찰은 라일라의 죽음에 대해 주변 사람들을 조사하기 시작한다. 링컨의 교회에서 제프를 위한 특별한 행사가 열리고, 제프는 링컨이 라일라를 죽였다는 사실을 알게 된다. 제프는 집에 돌아오는 길에 닐리에게 모든 것을 고백하고, 닐리는 제프에게 닐리 본인의 불륜 사실을 고백한다. 두 사람은 모든 것을 잊고 새롭게 시작하기로 결심한다.
시간이 흘러 라쿤 문제는 꽃을 심어 해결되었고 닐리는 임신을 한다. 모든 것이 잘 풀렸지만 제프는 언젠가 모든 사실이 드러날까 봐 항상 불안해하며 영화가 끝이 난다.

## 출연
- 토비 매과이어 - 제프 랭 역
- 엘리자베스 뱅크스 - 닐리 랭 역
- 케리 워싱턴 - 리베카 머조니 역
- 레이 리오타 - 피터 머조니 역
- 로라 리니 - 라일라 역
- 데니스 헤이즈버트 - 링컨 역